# Попелюшка (франшиза)
«Попелюшка» (англ. Cinderella) — діснеївська франшиза, яка розпочалася у 1950 році з виходу на екрани фільму «Попелюшка». Головною героїнею франшизи є титульний персонаж Попелюшка, яка була заснована на однойменному персонажі з казки «Попелюшка».

## Огляд
«MCNG Marketing» писали: «Одна тільки Попелюшка — це бренд, який легко коштує сотні мільйонів доларів». У блозі «Fragments» говориться: «Попелюшка, схоже, головна принцеса у франшизі „Діснеївські принцеси“ — на DisneyStore.com представлено 108 товарів для Попелюшки… Попелюшка — альфа-принцеса франшизи „Діснеївські принцеси“, що здається трохи дивним, оскільки вона з другого за віком фільму, що входить в франшизу.»
У статті «Порятунок Попелюшки: Від Діснея до принцеси-кіборга» розглядається, чому «Попелюшка» — така живуча франшиза:
|  | Для багатьох маленьких дівчаток Попелюшка є синонімом «Принцеси Діснея» — цієї астрономічно успішної франшизи, в якій одинадцять юних леді стають принцесами. Вона не лише красива, а й її трансформація — з жебрачки в принцесу (нехай і завдяки люб'язності хрещеної феї) — робить її такою реальною: якщо Попелюшка змогла зробити таку трансформацію, то і я зможу. Проте трансформація Попелюшки не обмежується цим «становленням принцесою», її перехід також пов'язаний з дорослішанням, і таким чином, це розповідь про жіночу ідентичність. У разі Попелюшки йдеться про прийняття особистості принцеси, особливої версії жіночності. |

## Сценічний мюзикл

### Disney's Cinderella KIDS
«Disney's Cinderella KIDS» — скорочена версія однойменного фільму, часто ставиться у школах та дитячих театрах.